# Přetěžování
Přetížení funkce či operátoru (anglicky function overloading, operator overloading) je v programování taková metoda zápisu zdrojového kódu programu, kdy je možné definovat více funkcí (obslužných metod) se stejnými názvy, zato s různými implementacemi, a to při zachování stejného typu výsledku a i účelu. Volání přetížené metody spustí specifickou implementaci danou kontextem volání.

## Přetížení funkce
Rozhodnutí o tom, která z dostupných funkcí bude volána, provádí překladač podle toho, s jakými parametry je funkce volána (rozhoduje počet a datový typ předaných parametrů).
V přetěžování funkcí je rozhodnutí o volané funkci provedeno již při překladu (tj. staticky). Nezaměňujte proto přetěžování funkcí s přepisováním funkcí (metod), kde se o volání vhodné funkce rozhoduje až za běhu programu pomocí virtuálních funkcí (tj. dynamicky).

### Použití
Přetěžování funkcí je v praxi často používané v objektově orientovaném programování, kde je také používáno pro přetížení konstruktorů.
Příklad přetížení funkce v programovacím jazyce C++ (různé typy a počet parametrů):
```
double
 
prumer
(
double
 
n1
,
 
double
 
n2
){

	
return
 
(
n1
+
n2
)
/
2
;

}

double
 
prumer
(
int
 
n1
,
 
int
 
n2
){

	
return
 
(
n1
+
n2
)
/
2
;

}

double
 
prumer
(
int
 
n1
,
 
int
 
n2
,
 
int
 
n3
){

	
return
 
(
n1
+
n2
+
n3
)
/
3
;

}

int
 
main
(){

	
double
 
d1
,
 
d2
,
 
pr
;

	
int
 
i1
,
 
i2
,
 
i3
;

	
pr
 
=
 
prumer
(
i1
,
 
i2
,
 
i3
);
 
// Tady se vola treti funkce

	
pr
 
=
 
prumer
(
d1
,
 
d2
);
 
// Tady se vola prvni funkce

	
pr
 
=
 
prumer
(
i1
,
 
i2
);
 
// Tady se vola druha funkce

	
return
 
0
;

}

```

Příklad přetížení metod v programovacím jazyce C++:
```
class
 
Complex
{

	
public
:

		
// Tady bude deklarace konstruktoru, promennych atd.

		
Complex
 
get_sum
(
const
 
Complex
 
&
c2
);

		
Complex
 
get_sum
(
double
 
re2
);

};

Complex
 
Complex::get_sum
(
const
 
Complex
 
&
c2
){

	
Complex
 
sum
;

	
sum
.
set
(
re
+
c2
.
get_re
(),
 
im
+
c2
.
get_im
());

	
return
 
sum
;

}

Complex
 
Complex::get_sum
(
double
 
re2
){

	
Complex
 
sum
;

	
sum
.
set
(
re
 
+
 
re2
,
 
im
);

	
return
 
sum
;

}

int
 
main
(){

	
Complex
 
n1
,
 
n2
,
 
sum
;

	
double
 
re
;

	
sum
 
=
 
n1
.
get_sum
(
n2
);
 
// Tady se vola prvni metoda

	
sum
 
=
 
n1
.
get_sum
(
re
);
 
// Tady se vola druha metoda

	
return
 
0
;

}

```

## Přetížení operátoru
Jazyk C a C++ obsahuje interní definice operátorů pro základní datové typy (int, float, double aj.). C++ umožňuje definovat operátory pro uživatelské typy, tj. pro objektové proměnné (např. chceme-li sečíst dvě struktury typu Matice). Pokud překladač narazí v kódu na znak operátoru, analyzuje datové typy na levé a pravé straně (u binárních operátorů), pokud se jedná o základní datové typy, použije interní zpracování, pokud se jedná o uživatelské typy (tj. objektové typy), hledá operátor, jehož dva parametry odpovídají typově použitým typům.
Příklad přetížení operátoru v programovacím jazyce C++:
```
Complex
 
operator
+
(
const
 
Complex
 
&
c1
,
 
const
 
Complex
 
&
c2
){
 
//deklarace přetížení operátoru +

	
Complex
 
sum
;

	
sum
.
set
(
c1
.
get_re
()
 
+
 
c2
.
get_re
(),
 
c1
.
get_im
()
 
+
 
c2
.
get_im
());

	
return
 
sum
;

}

int
 
main
(){

	
Complex
 
n1
,
 
n2
,
 
sum
;

	
sum
 
=
 
n1
 
+
 
n2
;
 
// Tady se zavola operator+

	
return
 
0
;

}

```